# Kengo Kuma

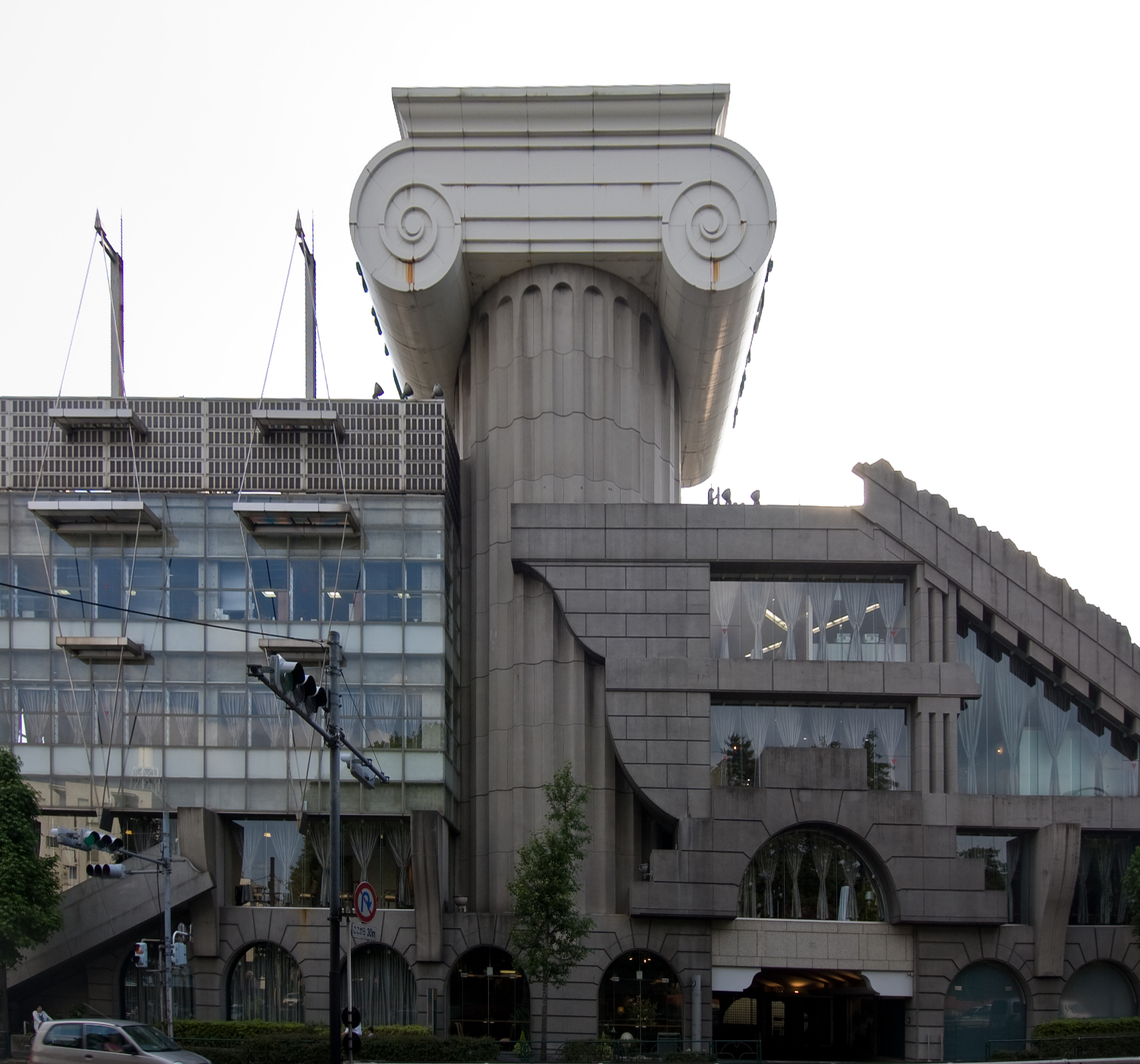
Edificio M2 en Setagaya, Tokio.

Kengo Kuma (隈 研吾, Kuma Kengo) (Yokohama, Prefectura de Kanagawa, 8 de agosto de 1954) es un arquitecto contemporáneo japonés nacido en Japón, en 1954.

## Infancia y educación
Kuma asistió a la escuela Eiko Gakuen primaria y secundaria. Después de graduarse en Arquitectura por la Universidad de Tokio en 1979, trabajó por un tiempo en Nihon Sekei y Toda Corporation. Después se trasladó a Nueva York para seguir estudios en la Universidad de Columbia como investigador de 1985 a 1986.

## Carrera
En 1987, fundó el "Spatial Design Studio", y en 1990, estableció su propia oficina "Kengo Kuma & Associates". Ha enseñado en la Universidad de Columbia, la Universidad de Illinois en Urbana-Champaign, y en la Universidad de Keio, donde en 2008, Kuma fue galardonado con un doctorado en Arquitectura. Como profesor en la Escuela Graduada de Arquitectura de la Universidad de Tokio, dirige diversos proyectos de investigación relacionados con la arquitectura, el urbanismo y el diseño dentro de su propio Laboratorio, Kuma Lab. Su oficina Kengo Kuma & Associates emplea a más de 150 arquitectos en Tokio y París, diseñando proyectos de diverso tipo y escala en todo el mundo.

## Filosofía y escritos
El objetivo declarado de Kuma es recuperar la tradición de los edificios japoneses y reinterpretar estas tradiciones para el siglo XXI. En 1997 ganó el Premio del Instituto Arquitectónico de Japón y en 2009 fue nombrado Oficial de la Orden de las Artes y las Letras en Francia. Kuma es autor de numerosos libros y artículos que discuten y critican enfoques en la arquitectura contemporánea. Su texto seminal Anti-Objeto: La Disolución y Desintegración de la Arquitectura escrito en 2008, exige una arquitectura de relaciones, respetando el entorno en lugar de dominarlo. Los proyectos de Kuma mantienen un gran interés en la manipulación de la luz con la naturaleza a través de la materialidad.

### Teoría material
Aunque conserva la continuidad con las tradiciones japonesas con la claridad de las soluciones estructurales, la tectónica implícita y la importancia de la luz y la transparencia, Kengo Kuma no se limita al uso banal y superficial de los materiales "ligeros". En cambio, va mucho más al fondo, extendiéndose a los mecanismos de composición para expandir las posibilidades de la materialidad. Utiliza avances tecnológicos que pueden desafiar materiales inesperados, como la piedra, para proporcionar la misma sensación de ligereza y suavidad que el vidrio o la madera. Kuma intenta alcanzar una sensación de inmaterialidad espacial como consecuencia de la "naturaleza particulada" de la luz y establecer una relación entre un espacio y el entorno natural a su alrededor.
"Se podría decir que mi objetivo es recuperar el lugar. El lugar es un resultado de la naturaleza y del tiempo. Este es el aspecto más importante. Creo que mi arquitectura es una especie de marco de la naturaleza. Con ella, podemos experimentar la naturaleza más profundamente y más íntimamente. La transparencia es una característica de la arquitectura japonesa; Trato de usar materiales ligeros y naturales para obtener un nuevo tipo de transparencia."-Kengo Kuma
En muchos de los proyectos de Kengo Kuma, la atención se centra en los espacios de conexión, en los segmentos entre el interior y el exterior, y de una habitación a la siguiente. La elección de los materiales no se deriva tanto de la intención de guiar el diseño de las formas, sino de conformarse al entorno existente por el deseo de comparar materiales similares, pero mostrar los avances técnicos que han hecho posible nuevos usos.
Cuando se trata de trabajos en piedra, por ejemplo, Kuma muestra un carácter diferente al de los edificios preexistentes sea sólido, pesado, o construcción de mampostería tradicional. En cambio, su trabajo sorprende al ojo al adelgazar y disolver las paredes en un esfuerzo por expresar una cierta "ligereza" e inmaterialidad, sugiriendo una ilusión de ambigüedad y debilidad que no es común a la solidez de la construcción de piedra.

## Proyectos
Sus principales proyectos incluyen el Museo de Arte Suntory de Tokio, la Casa de Pared de Bambú en China, la sede en Japón del Grupo LVMH (Louis Vuitton Moet Hennessy), el Centro de Arte de Besançon en Francia y uno de los balnearios más grandes del Caribe para el Mandarin Oriental Dellis Cay.
Stone Roof, una residencia privada en Nagano, Japón, construida en 2010, consta de un techo que está destinado a nacer desde el suelo, proporcionando un recinto completo a la casa. Se eligió una piedra local para relacionarse íntimamente con el entorno natural preexistente del lado de la montaña. El trabajo exterior de la piedra se hace ligero y aéreo cortando cada piedra en rebanadas finas y atando cada rebanada como panel pivotante. De esta manera, la gran calidad de la piedra se diluye y proporciona al ojo una ilusión de ligereza, permitiendo que la luz y el aire entren directamente en el espacio interior. Con esta elección de material y construcción, surge una nueva clase de transparencia. Una que no sólo enmarca la naturaleza como lo haría una cortina de vidrio, sino que también se relaciona profundamente con el lado de la montaña.
Kengo Kuma ha diseñado Roof / Birds, una casa de huéspedes situada en una ladera con vistas al monte Asama en Karuizawa, en la prefectura de Nagano, una zona que tiene presencia de aves silvestres. Se trata de un conjunto de construcciones pequeñas para minimizar el impacto en la naturaleza y no molestar a los pájaros. Lo más destacable son las cubiertas de madera inclinadas en distintos ángulos, que dialogan con el entorno boscoso y que parecen levitar entre los árboles. La cubiertas a dos aguas flotan sobre cuerpos de vidrio con estructuras que buscan la máxima ligereza con pilares constituidos por perfiles de acero.
En 2021 Kengo Kuma realizó una instalación en la escalera de la Casa Batlló de Gaudí en Barcelona, compuesta por capas de cortinas relucientes. Se trata de una instalación inmersiva que suspende 164.000 metros de cadena de aluminio de Kriskadecor, colocando las cortinas más claras en los pisos superiores y el negro en el nivel más bajo para emular lo que Gaudí realizó en el patio de la casa.

## Kuma Lab
Kuma Lab es un laboratorio de investigación dirigido por Kuma basado en el Departamento de Arquitectura de la Facultad de Ingeniería en la Universidad de Tokio en el Campus de Hongo, que se inició en 2009. En 2012, Kuma Lab publicó el libro Patrones y Capas, Cultura Espacial Japonesa, Naturaleza y Arquitectura, incluyendo la investigación de varios miembros del Laboratorio, Candidatos Doctorales.
Sus temas de investigación consisten en una encuesta exhaustiva de diseños arquitectónicos, urbanos, comunitarios, paisajísticos y de productos, levantamiento de diseños estructurales, materiales y mecánicos, Y también metodología para construir puentes de diseño sostenible, físico e informado. Sus actividades incluyen la participación en concursos de diseño arquitectónico, la organización y gestión de talleres regionales e internacionales de diseño, la investigación conjunta con otros departamentos de la Universidad de Tokio, y la investigación y la propuesta para ayudar a la recuperación del gran terremoto de Japón Oriental.

## Obras seleccionadas
- M2 building (1989–1991)
- Kiro-San observatory (1994)
- Kitakami Canal Museum (1994)
- Water/Glass, Atami (1995)
- Bato Hiroshige Museum (2000)
- Stone Museum (2000)
- Great (Bamboo) Wall House, Beijing (2002)
- Plastic House (2002)
- LVMH Group Japan headquarters, Osaka (2003)
- Lotus House (2003)
- Suntory's Tokyo office building
- Nagasaki Prefectural Art Museum (2005)
- Kodan apartments (2005)
- Water Block House (2007)
- The Opposite House, Beijing (2008)
- Nezu Museum, Minato, Tokyo, (2009)
- V&A at Dundee (2010)
- Stone Roof (2010)
- Taikoo Li Sanlitun, Beijing (2010)
- Akagi Jinja and Park Court Kagurazaka (2010)
- Yusuhara Wooden Bridge Museum (2011)
- Meme Meadows Experimental House, Hokkaido. Japan (2012)[7]
- Wisdom Tea House (2012)
- Seibu 4000 series Fifty-two Seats of Happiness tourist train refurbishment (2016)[8]
- Japanese Garden Cultural Village, Portland, Oregon, USA (2017)
- 1Hotel, París, Francia (2018)[9]
- Roof / Birds, casa de huéspedes en Karuizawa, prefectura de Nagano (2018)
- Escalera de la Casa Batlló, en Barcelona (2021).[5]

## Galería

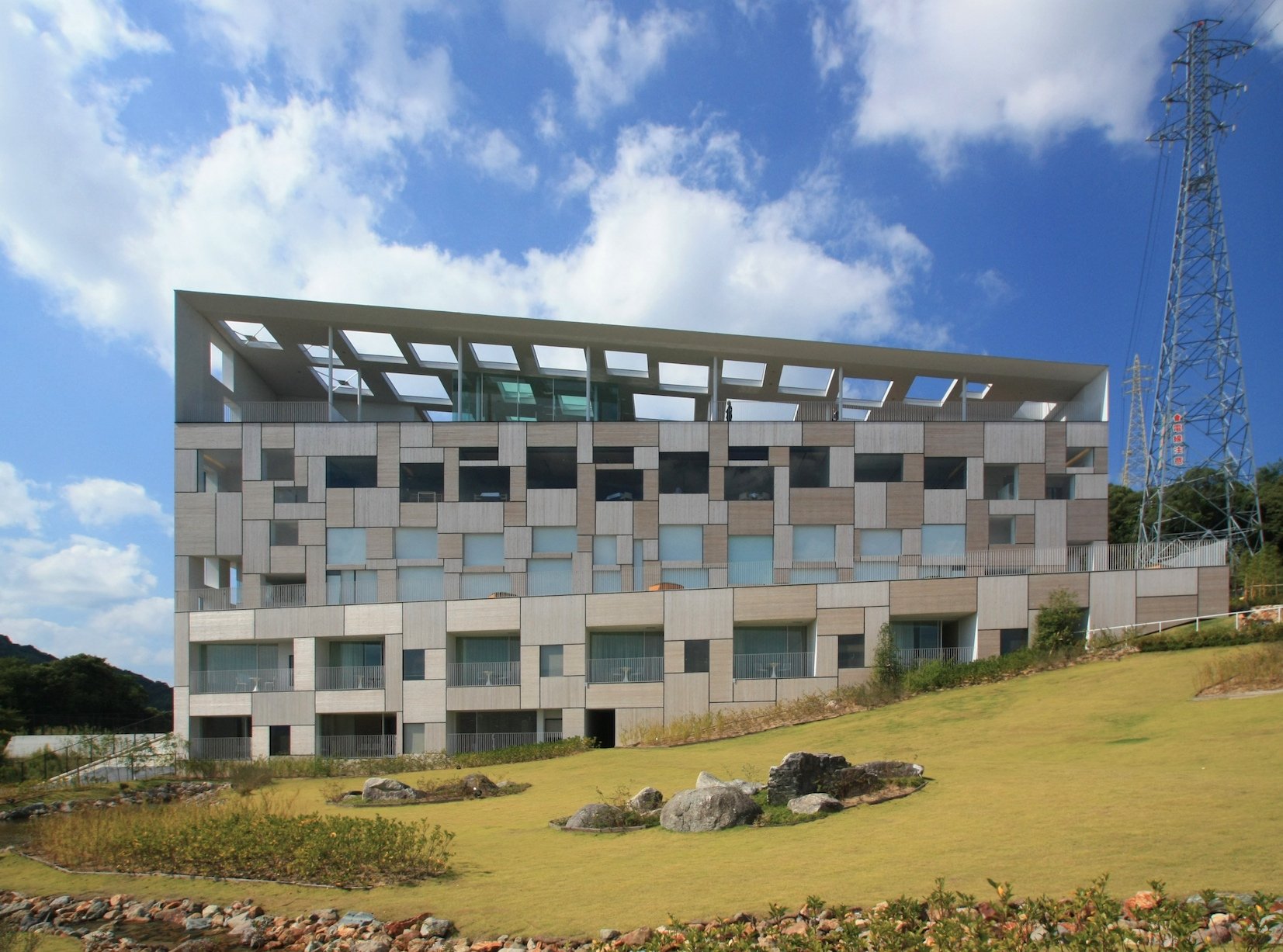
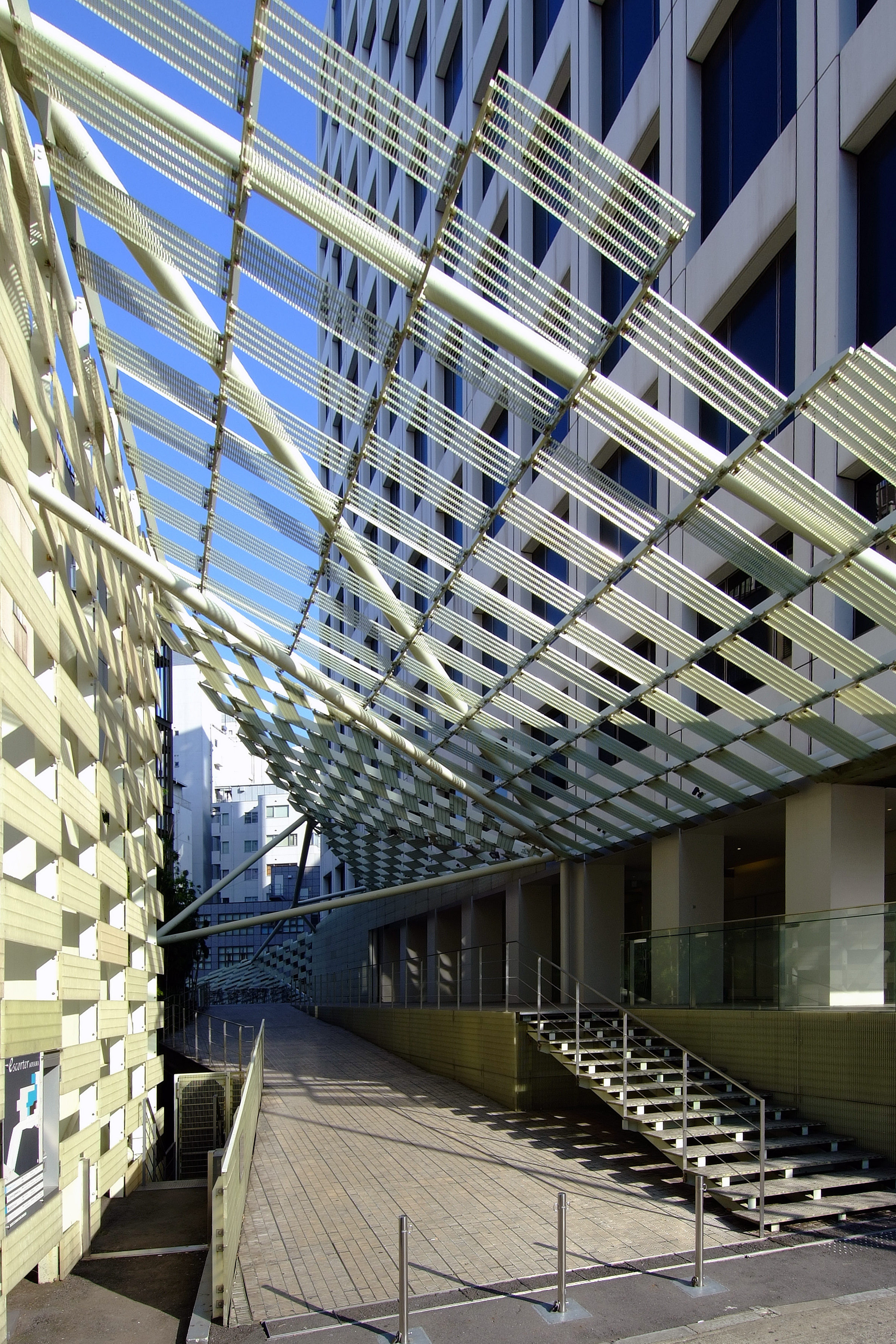
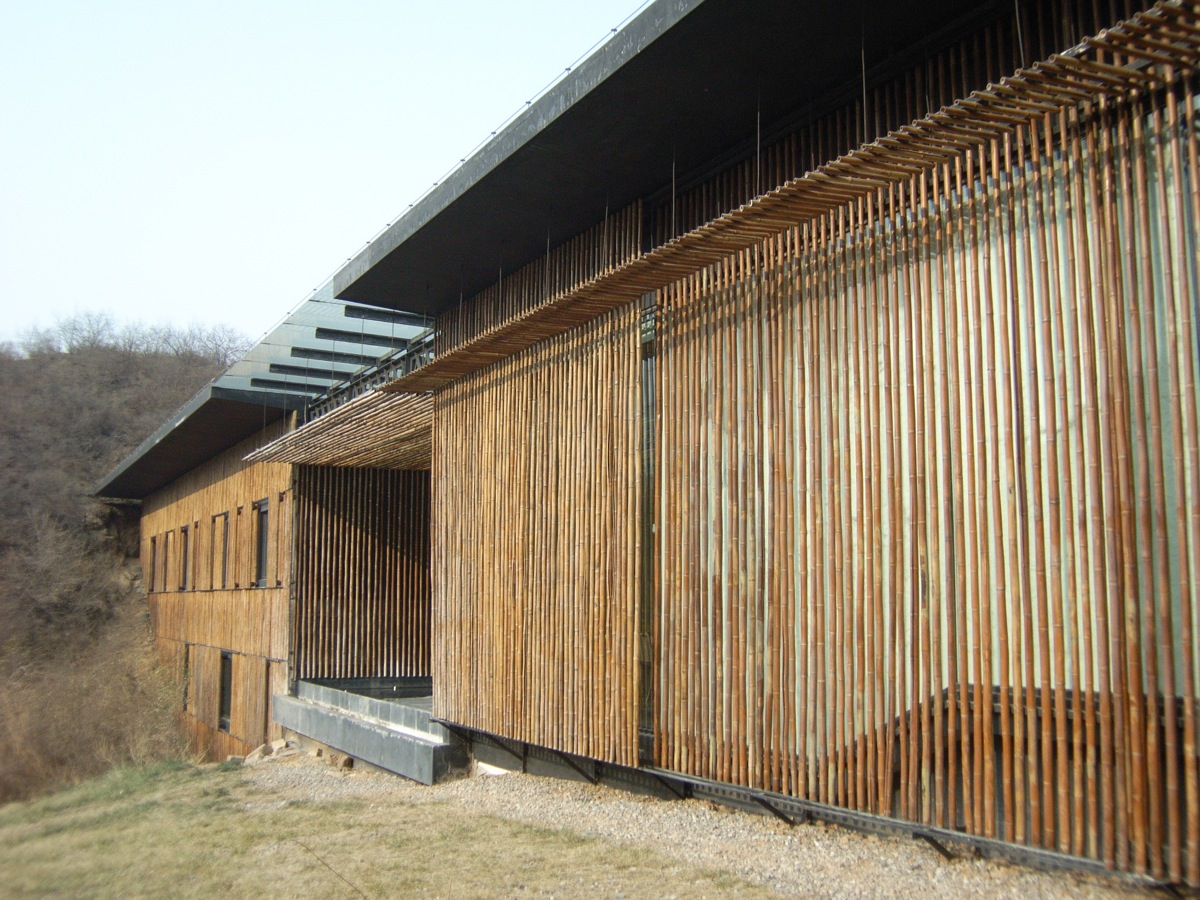
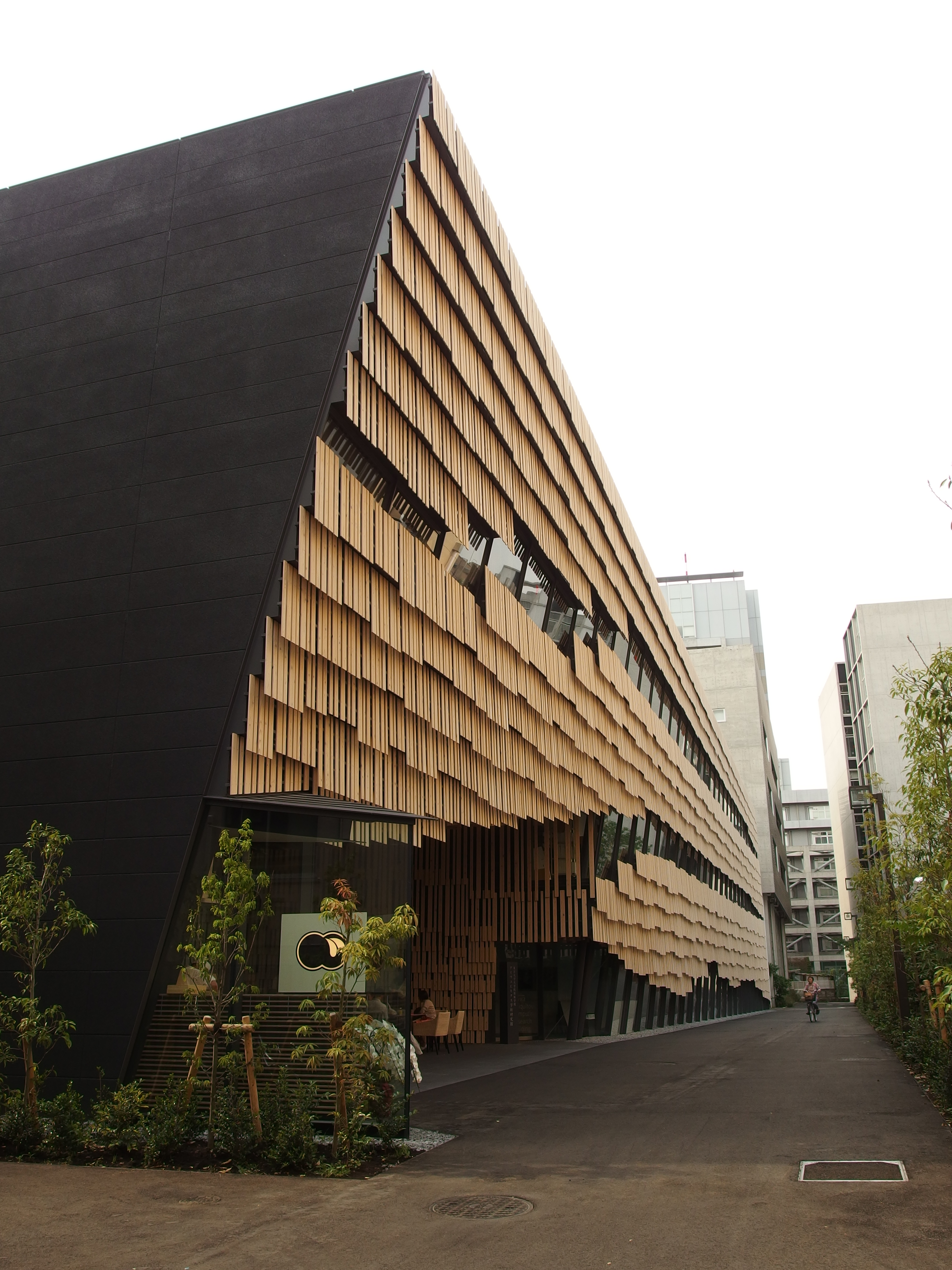
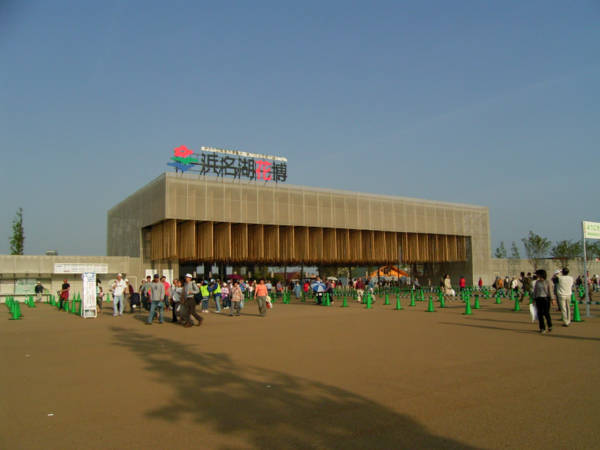
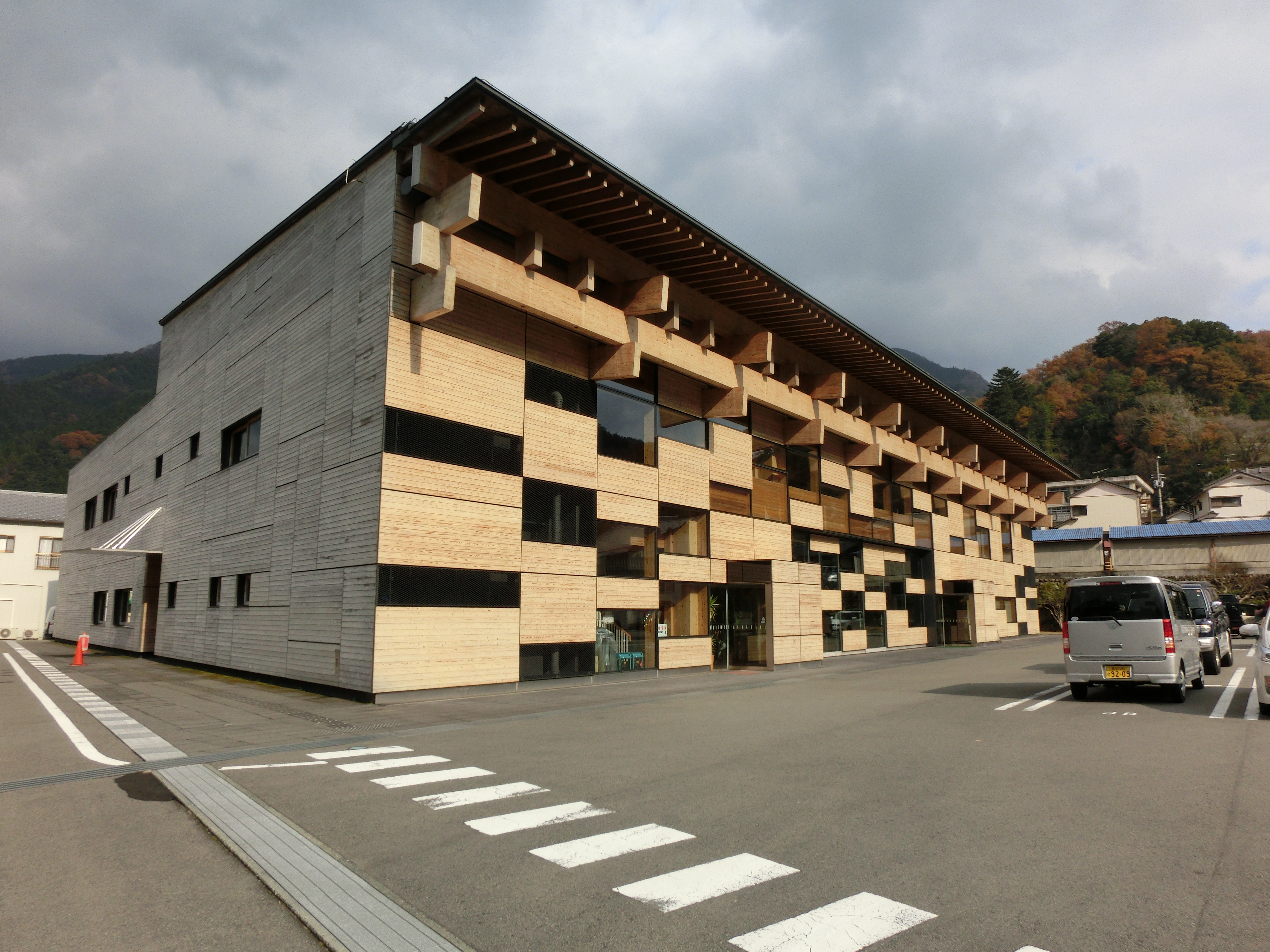
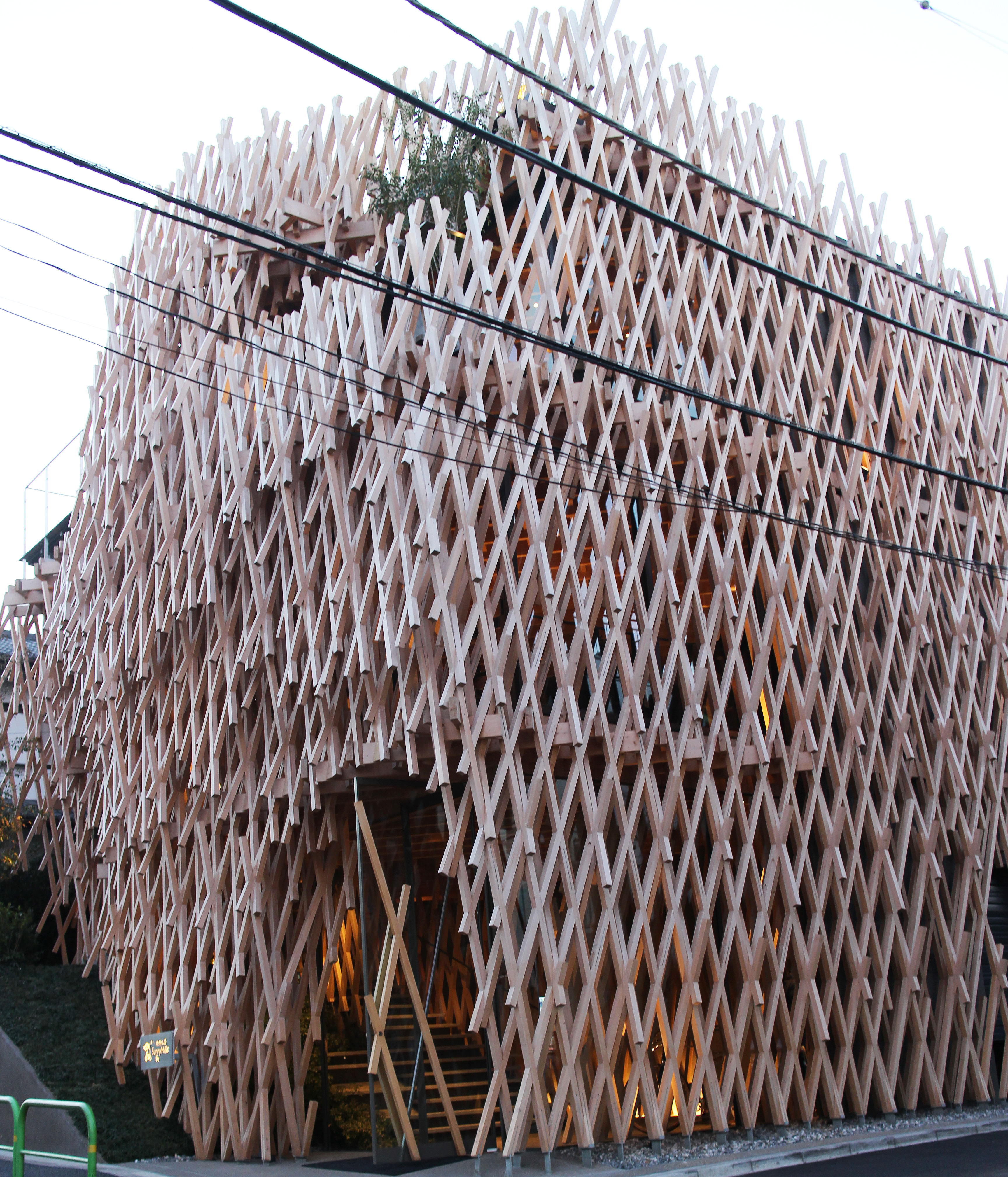
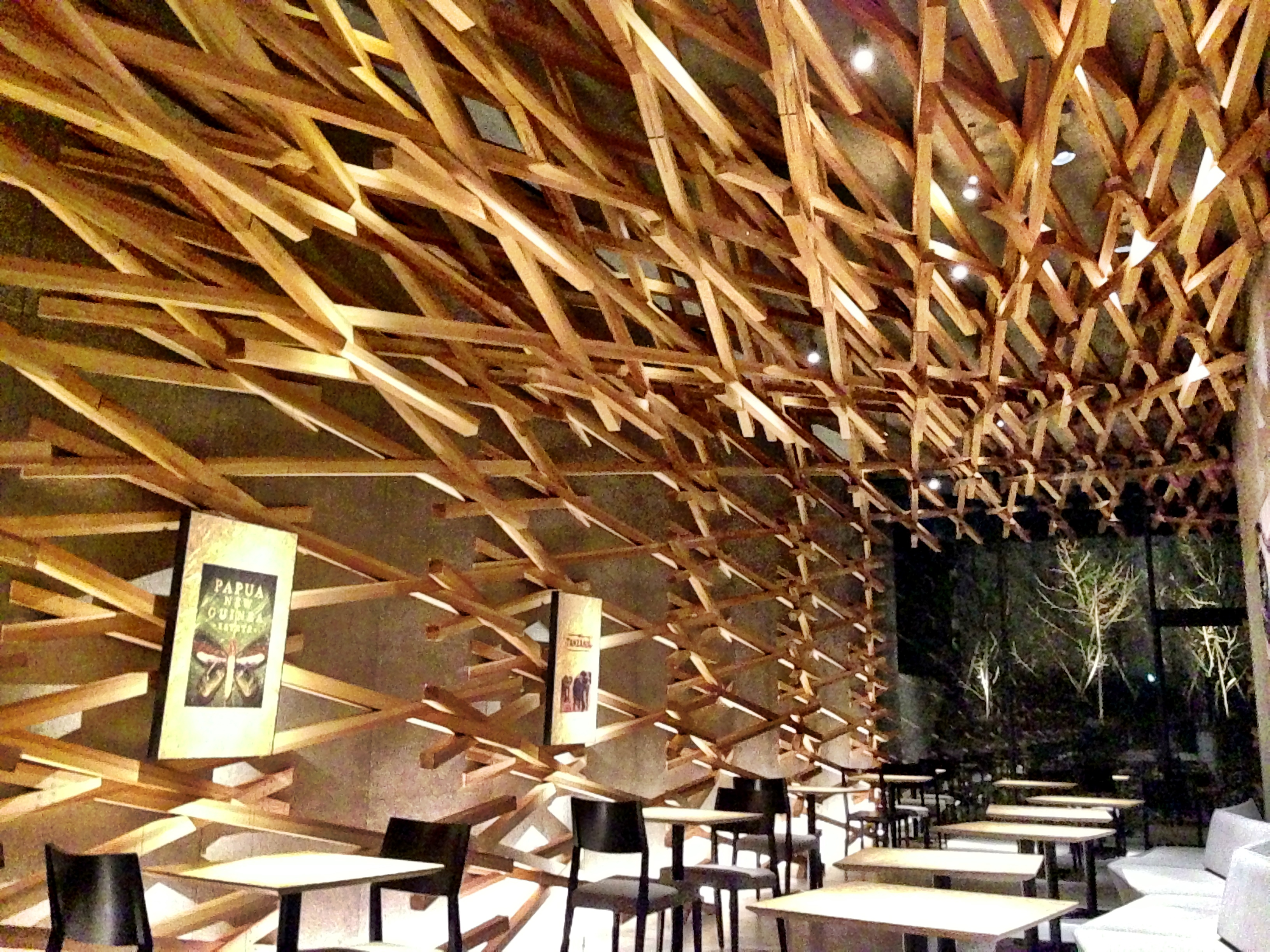
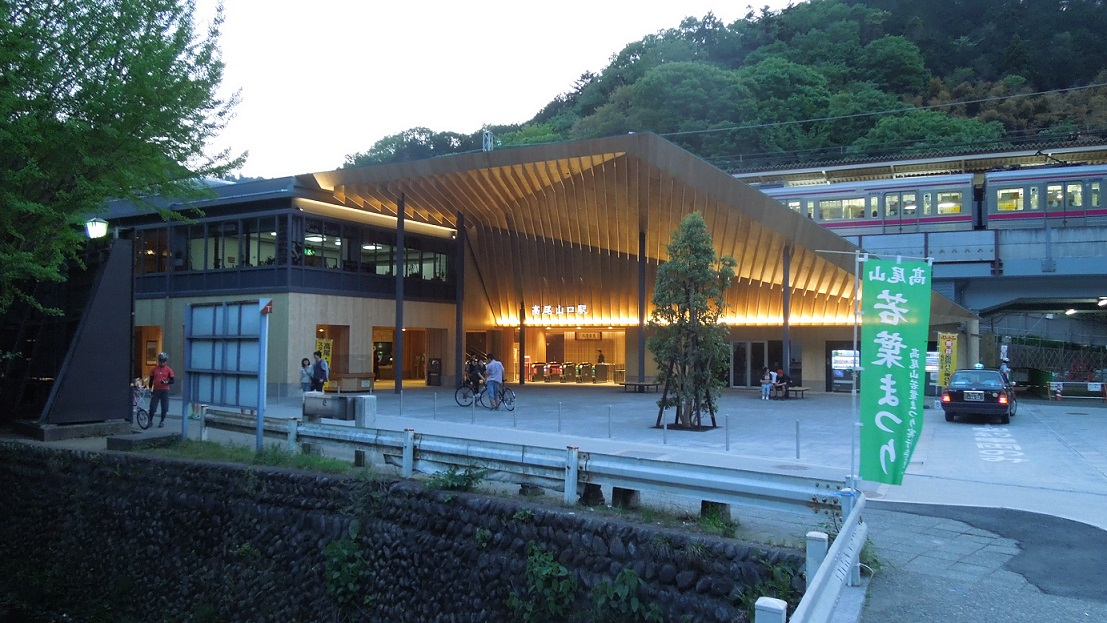
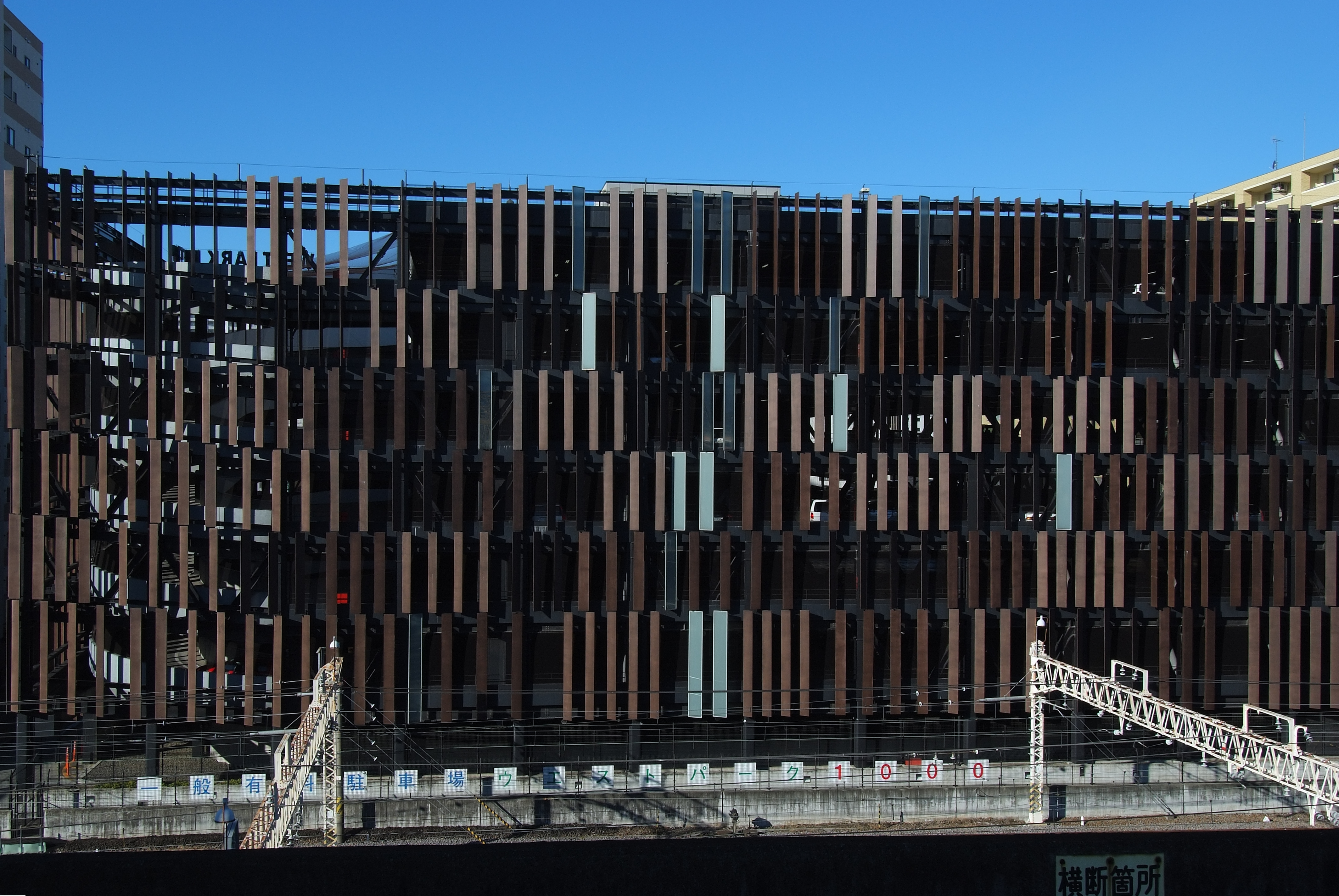

## Premios[1]
- 1997 Architectural Institute of Japan Award for “Noh Stage in the Forest" First Place, AIA DuPONT Benedictus Award for “Water/Glass” (USA)
- 2001 Togo Murano Award for “Nakagawa-machi Bato Hiroshige Museum”
- 2002 Spirit of Nature Wood Architecture Award (Finland)
- 2008 Energy Performance + Architecture Award (France)Bois Magazine International Wood Architecture Award (France)
- 2008 LEAF Award (commercial category)
- 2009 Decoration Officier de L'Ordre des Arts et des Lettres (France)
- 2010 Mainichi Art Award for “Nezu Museum”
- 2011 The Minister of Education, Culture, Sports, Science and Technology's Art Encouragement Prize for "Yusuhara Wooden Bridge Museum"
- 2012 The Restaurant & Bar Design Awards, Restaurant Interior (Stand alone) for Sake No Hana (London)[10]